# 빠른 사용자 전환
빠른 사용자 전환은 윈도우 XP, 윈도우 비스타, 윈도우 7, 맥 오에스 텐, OpenSUSE, 우분투, 페도라와 같은 현대의 몇몇 다중 사용자 운영 체제의 기능이다. 이 기능은 사용자가 한 대의 개인용 컴퓨터에서 응용 프로그램을 종료하거나 로그 오프하지 않고 사용자 계정 사이를 왔다 갔다 할 수 있게 해 준다. 이와 비슷한 기능이 여러 대의 가상 콘솔을 지원했던 제닉스 운영 체제를 통한 소비자 수준의 하드웨어에서 처음 개발되었다. 리눅스, BSD 등의 다른 유닉스 계열 운영체제들은 가상 터미널을 채용하였으며 더 나아가 사용자가 별도의 X 윈도 시스템 그래픽 세션을 실행할 수 있게 하는 사용자 인터페이스를 개발하였다.
빠른 사용자 전환은 다양한 보안 관련 응용 프로그램을 도입하였으며 운영 체제마다 다르게 동작하며, 제각기 장단점이 있다. 첫 번째 옵션으로는 처음 로그온한 사용자가 리소스의 권한을 쥐게 하여 간단하고 안전하게 하는 것이 있다. 두 번째 옵션은 리소스의 권한을 새로운 각 사용자에게 나눠 주는 것이다. 세 번째는 모든 사용자가 공유 리소스에 접근하도록 하는 것이다. 윈도에서는 소리와 같은 공유 리소스를 모든 세션에서 사용할 수 있다. 레드햇 리눅스에서 기본 동작은 콘솔 리소스의 권한을 처음 접속한 세션에 제공하는 것이지만 여러 그룹의 콘솔 사용자 사이의 리소스를 공유하거나 콘솔 권한을 다르게 관리하도록 설정하는 것이 가능하다.
윈도우 XP에서 컴퓨터가 도메인 네트워크에 있는 경우 빠른 사용자 전환을 사용할 수 없다. 그러나 윈도우 비스타의 경우 도메인 컴퓨터에서 사용할 수 있다.

## 같이 보기
- 시분할 시스템

## 참조
1. ↑  
“Desktop/FastUserSwitching”. 2007년 5월 13일에 확인함.